# Lacs d'Ounianga
Les lacs d'Ounianga sont une série de lacs situés en plein désert du Sahara, au nord du Tchad. Ils sont une relique de la plaine d’inondation tchadienne, tout comme les lacs Tchad, Fitri, Léré, Iro.

## Description
Les lacs d'Ounianga sont un ensemble d'une cinquantaine de lacs, pour la plupart aux eaux fortement salines, occupant un bassin entre les massifs du Tibesti à l'ouest et de l'Ennedi à l'est. Ils comprennent deux principaux ensembles : les lacs d'Ounianga Kébir, du nom d'un village voisin (littéralement, « le grand Ounianga »), et ceux d'Ounianga Sérir (« le petit Ounianga ») ou Ounianga Teli, 60 km au sud-est.
Les lacs d'Ounianga forment le reste d'un lac plus grand qui occupait le bassin il y a 5 000 à 15 000 ans. Ils occupent une superficie totale de 20 km2 et forment le plus vaste ensemble lacustre du Sahara. La vitesse d'évaporation des lacs est l'une des plus élevées du monde et la région ne connaît quasiment aucune précipitation. Les lacs sont essentiellement alimentés par la nappe phréatique fossile, créée lorsque le climat de la zone n'était pas désertique, et qui affleure à cet endroit.
Une meilleure compréhension de l’histoire environnementale et de la résilience écologique de ces lacs peut aider à mieux se préparer aux changements globaux qui sont à venir.

## Lacs
- Lacs d'Ounianga Kébir :
  - lac Yoa (ou Yoan), le plus grand lac du bassin ; il mesure 3,5 km2 et atteint 20 mètres de profondeur.
  - lac Katam, à 3 km au sud-est, plus petit ; il a la particularité d'être en deux parties séparées par une étroite langue de sable. Sa partie ouest est d'un beau bleu, alors que l'autre est d'un vert intense. Cette coloration inhabituelle semble due à la présence d'une algue, Spirulina platensis.
  - lac Oma (ou Ouma) ;
  - lac Béver ;
  - lac Midji ;
  - lac Forodom.

- Lacs Motro, à 30 km au sud-est d'Ounianga Kébir.

- Lacs d'Ounianga Sérir, entre 45 et 60 km au sud-est d'Ounianga Kébir ; ils forment un vaste ensemble d'une quinzaine de langues lovées au pied d'une falaise  :
  - lac Melekui ;
  - lac Dirke ;
  - lac Ardjou ;
  - lac Téli, le plus vaste de ce groupe ;
  - lac Obrom ;
  - lac Élimé ;
  - lac Hogo ;
  - lac Djiara ;
  - lac Ahoita ;
  - lac Daléyala ;
  - lac Boukkou.

## Galerie

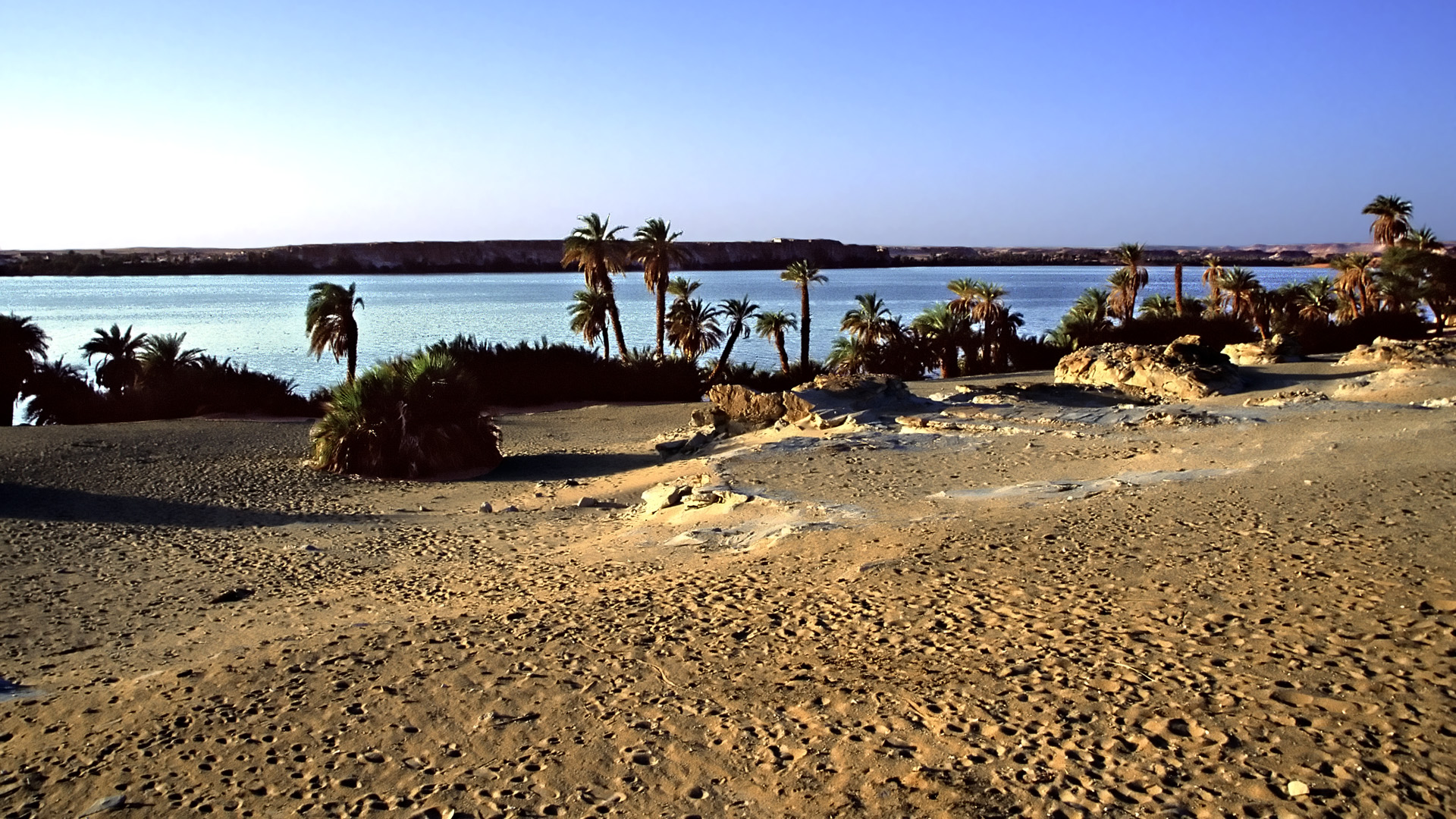
Lac Yoa.
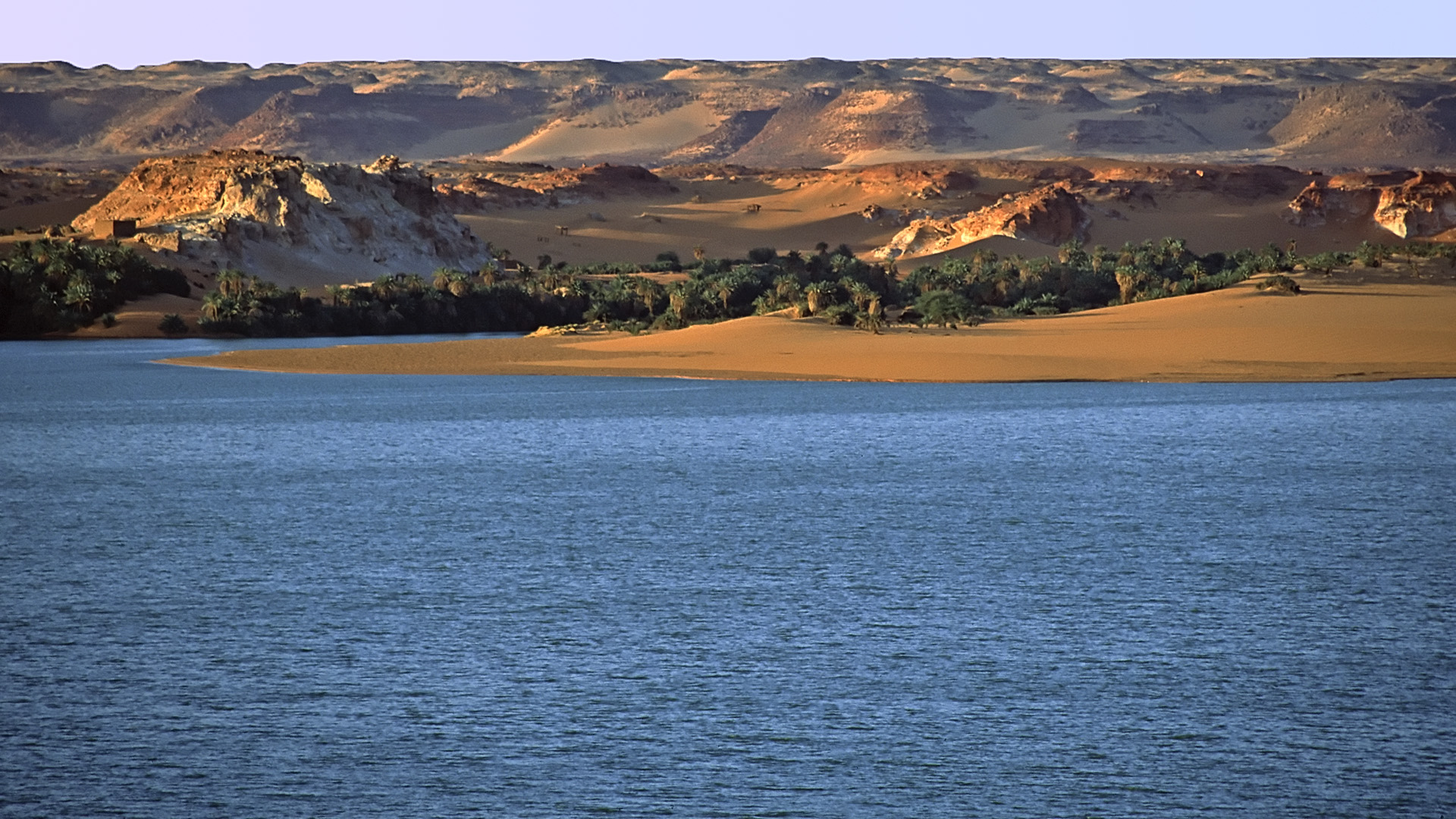
Lac Yoa.
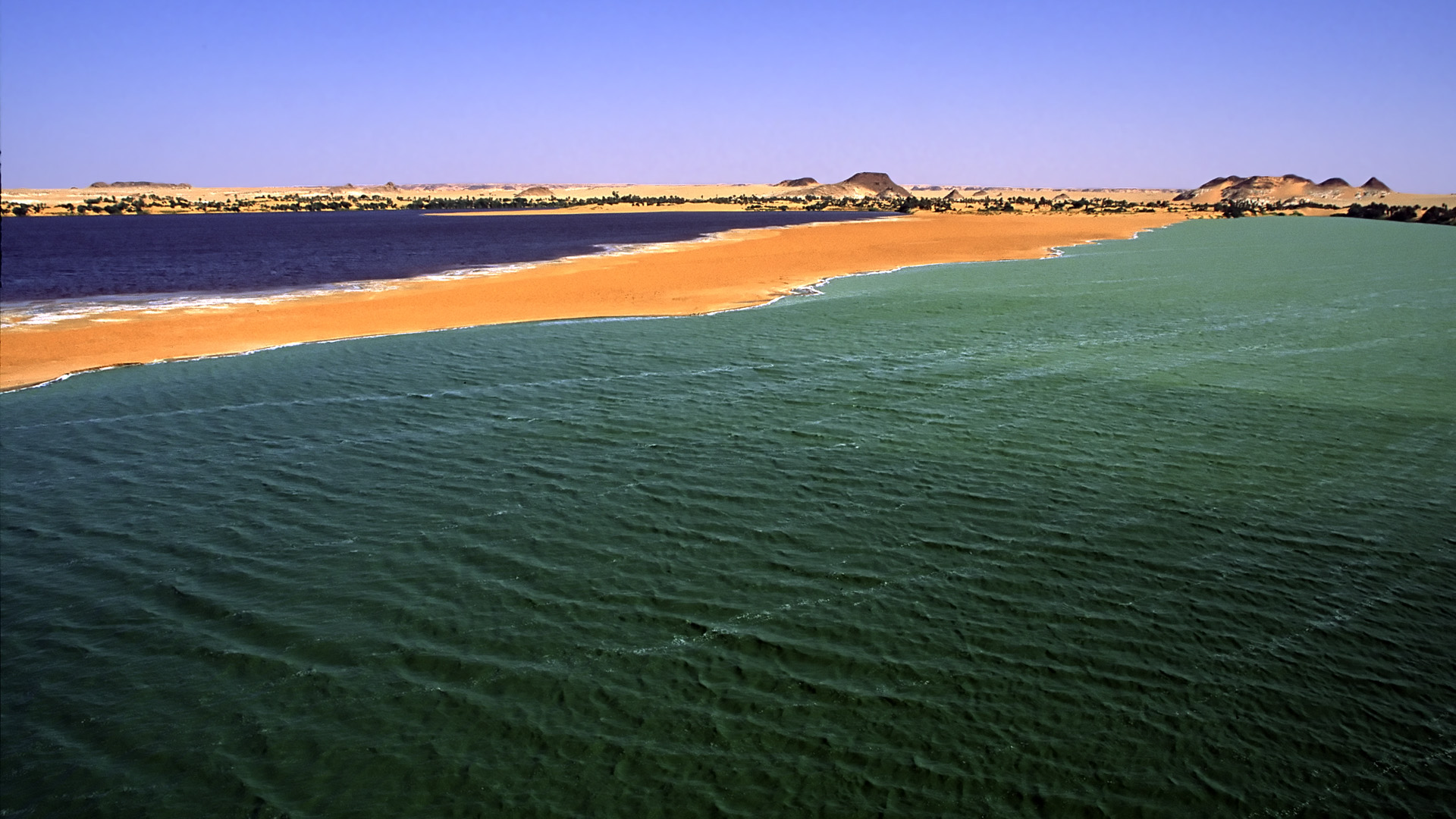
Lac Katam.
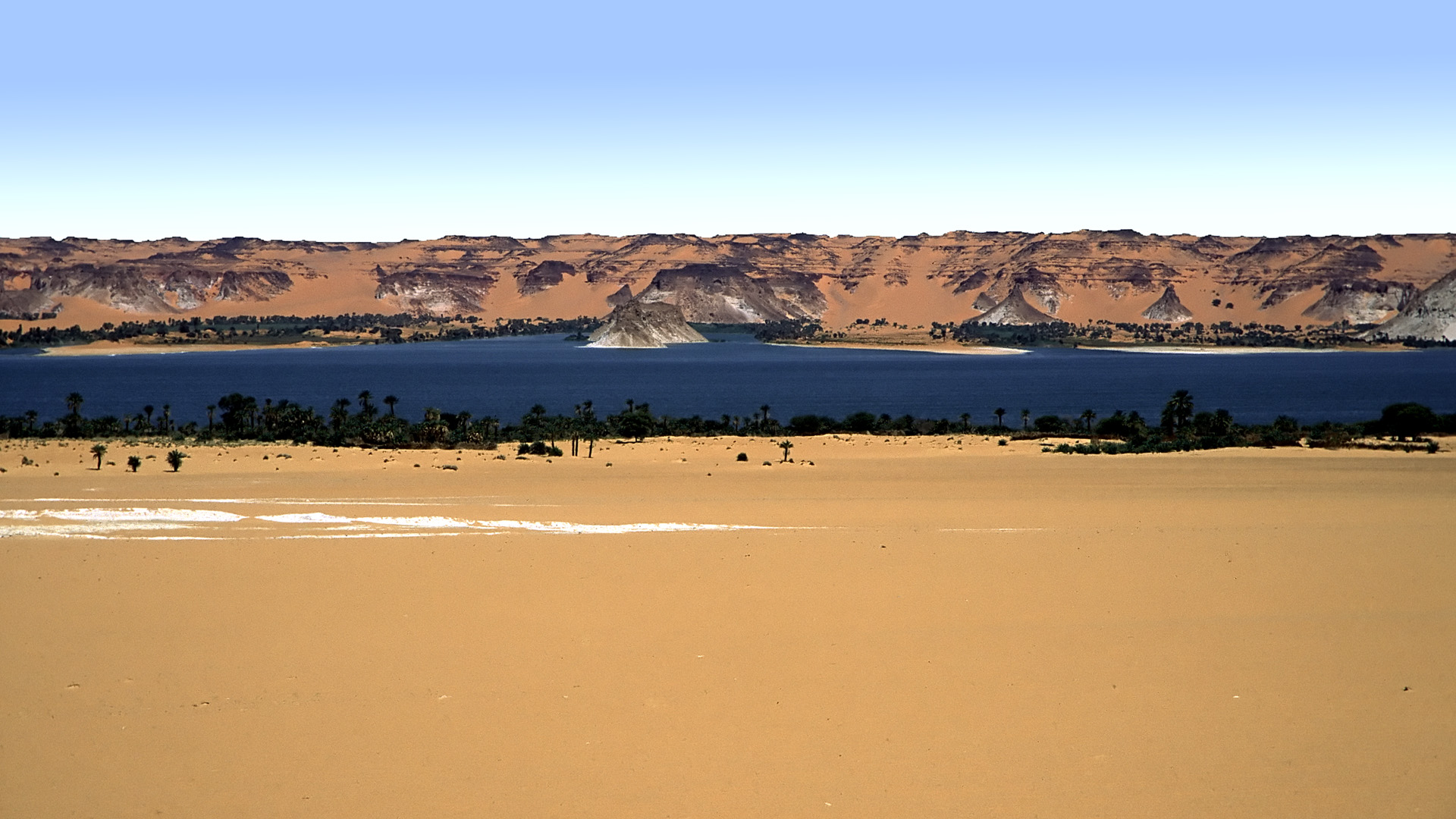
Lac Téli à Ounianga Sérir.